# Blue’s Clues & You!
Blue’s Clues & You! ist eine kanadisch-irisch-US-amerikanische Fernsehserie für Vorschulkinder, die seit 2019 produziert wird. Sie ist ein Reboot der von 1996 bis 2006 ausgestrahlten Serie Blue’s Clues – Blau und schlau. Die Erstausstrahlung fand am 11. November 2019 bei Nickelodeon statt. Die Erstausstrahlung im deutschsprachigen Raum war am 29. März 2020 auf Nick Jr. zu sehen.

## Handlung
Blue’s Clues & You! folgt dem Konzept der Originalserie. In jeder Folge sieht sich der Moderator und Hobbydetektiv Josh mit einem Rätsel konfrontiert, bei dessen Lösung ihm seine blaue Hündin Blue mit Hinweisen unterstützt. Hierbei bezieht die Serie das junge Publikum bei der Lösung diverser Spiele und kleinerer Rätsel mit ein.
Die Welt sowie die Figuren, abgesehen von Josh, sind anders als bei der Originalserie nun computeranimiert, wobei der visuelle Stil dem in der Originalserie verwendeten Stil ähnlich bleibt.